# Platyrrhinus ismaeli
Platyrrhinus ismaeli is een vleermuis uit het geslacht Platyrrhinus die voorkomt aan beide kanten van de Andes in Colombia, Ecuador en Peru. De soort is eerder als de noordelijke populatie van P. dorsalis opgevat. Deze soort is genoemd naar Ismael Ceballos Bendezú, een bekende mammaloog uit Cuzco.
P. ismaeli is een middelgrote Platyrrhinus-soort. De rugvacht is donkerbruin, de buikvacht grijsachtig. De voorarmlengte bedraagt 50 tot 56 mm, het gewicht 30 tot 51 gram, de totale lengte 78 tot 98 mm, de achtervoetlengte 13 tot 18 mm en de oorlengte 20 tot 22 mm.